# 1799 en Italie
Chronologie de l'Italie
- 1795
- 1796
- 1797
- 1798
- 1799
- 1800
- 1801
- 1802
- 1803

## Événements

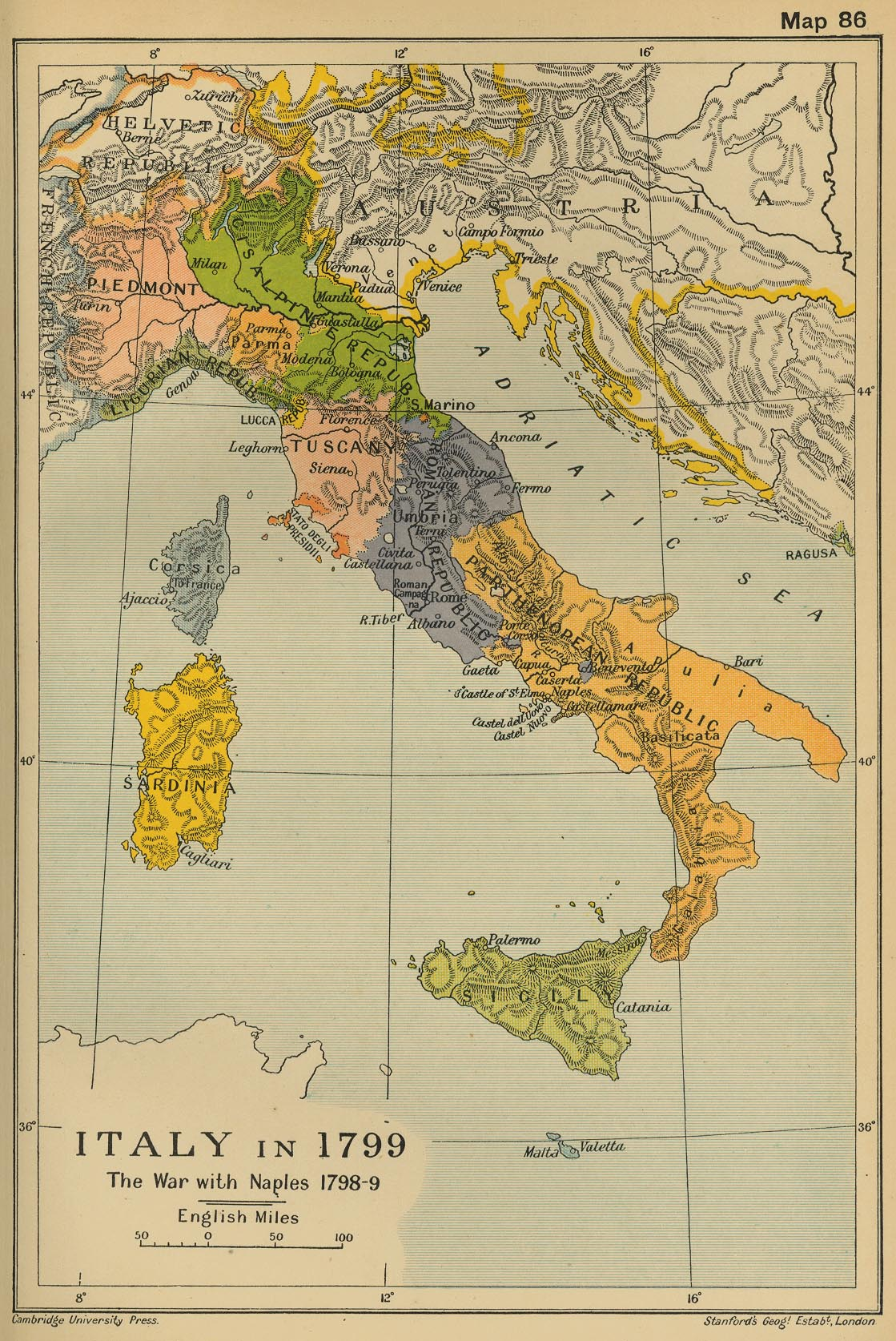
L'Italie en 1799.

- 10 janvier : prise de Capoue par les Français[1]. Les Napolitains entrés en guerre en novembre 1798, marchent sur Rome, mais rapidement défaits, battent en retraite. Le roi de Naples se replie en Sicile, tandis que les patriotes proclament la République parthénopéenne (21 janvier)[2].
- 23 janvier : les troupes françaises de Championnet entrent à Naples[1].
- 8 février : le cardinal Ruffo débarque en Calabre pour organiser l’insurrection « sanfédistes »[3] ; ses troupes occupent la Calabre puis le Basilicate (février/mars).
- 8-16 février : référendum au Piémont, qui donne une forte majorité pour l'annexion par la France[4]. Le processus est interrompu par l’entrée des Russes à Milan (28 avril).
- 17 mars : le savant italien Alessandro Volta essaye avec succès la première pile électrique[5].
- 26 mars : victoire autrichienne lors de la bataille de Vérone, durant la guerre de la Deuxième Coalition, opposant une armée des Habsbourg sous les ordres du baron Pál Kray et une armée de la première République française emmenée par Barthélemy Schérer[6].
- 5 avril : lors de la bataille de Magnano, l'armée autrichienne commandée par Pál Kray défait l'armée française dirigée par Barthélemy Schérer[7].
- 27 avril : En l'absence de Bonaparte, enlisé dans la campagne d'Égypte, l'armée de la Deuxième Coalition, composée de troupes autrichiennes et russes sous les ordres du feld-maréchal Alexandre Souvorov remporte une victoire sur les troupes françaises placées sous les ordres de Jean Moreau lors de la bataille de Cassano[7].
- 8 mai : Macdonald se retire de Naples et se dirige à marche forcée vers le nord pour prêter main-forte aux troupes françaises du Piémont[3].
- 26 mai : Turin est occupée par les Autrichiens et les Russes[8].
- 13-19 juin : Naples est reprise par les troupes sanfédistes du cardinal Ruffo[3].
- 17-19 juin : à la bataille de la Trébie, Macdonald inflige de lourdes pertes à Souvorov avant de battre en retraite[1]. Souvorov, vainqueur, prend le titre de prince d’Italie. L’armée d’Italie reflue sur les Alpes
- 7 juillet : Florence est occupée par les insurgés de l'armée arétine de Viva Maria conduite par Lorenzo Mari[9].
- 27 juillet : le général Latour-Foissac rend Mantoue aux Autrichiens[10].
- 15 août : l’armée d’Italie est battue par les Russes à la bataille de Novi. Le général Joubert y est tué[11].
- 30 septembre : entrée des coalisés dans Rome ; la République romaine s’effondre[12].

## Naissance en 1799
- 15 janvier : Giuseppe Rapisardi, peintre. († 8 avril 1853)
- 15 novembre : Marie de Saxe, princesse de Saxe, épouse de Léopold II, grand-duc de Toscane. (° 24 mars 1832)

## Décès en 1799
- 9 janvier : Maria Gaetana Agnesi, 80 ans, mathématicienne. (° 16 mai 1718).
- 3 avril : Francesco Antonio Lucifero, maire de la ville de Crotone et patriote de la République parthénopéenne, fusillé par les sanfédistes.
- 15 août : Giuseppe Parini, 70 ans, poète, l'une des figures les plus importantes du néoclassicisme en Italie. (° 23 mai 1729)
- 16 août : Vincenzo Manfredini, 61 ans, claveciniste, compositeur et théoricien de la musique. (° 22 octobre 1737)

et aussi
- Gabriele Bella, peintre védutiste italien de l'école vénitienne (° vers 1730).